# Dryophytes wrightorum
Dryophytes wrightorum is een kikker uit de familie boomkikkers (Hylidae). De kikker wordt ook wel beschouwd als ondersoort van Hyla eximia. De soort werd voor het eerst wetenschappelijk beschreven door Edward Harrison Taylor in 1939.

## Uiterlijke kenmerken
Dryophytes wrightorum bereikt een lichaamslengte tot ongeveer vijf centimeter. De lichaamskleur is variabel omdat deze soort sterk van kleur kan veranderen van groen tot grijsbruin, maar normaal is de kleur van de rug overwegend heldergroen, met zowel donker- als lichtbruine vlekken en een bruine tot zwarte oogstreep van neuspunt tot achter het trommelvlies die als vlekkerige streep tot de achterpoten doorloopt. De poten zijn gevlekt en vaak gebandeerd en de buik is geelwit tot wit. De ogen hebben een verticale pupil en een goudgele kleur, en de keel van de mannetjes is donkerbruin tot -grijs.

## Verspreiding en habitat
De kikker leeft in delen van Noord-Amerika en komt voor in de landen Mexico en de Verenigde Staten in de zuidelijke staten Arizona en New Mexico. De voorkeur gaat uit naar hoger gelegen bergwouden met pijnbomen in de buurt van kleine poeltjes of langzaam stromende beken, vaak boven de 1500 meter.

## Levenswijze
Het voedsel bestaat uit kleine insecten zoals kevers en spinnen en wormen die 's nachts worden gevangen want overdag zit de kikker verstopt tussen de bladeren. Tijdens het jagen kan het dier hoog in de bomen worden aangetroffen.